# Bielawy Pogorzelskie
Bielawy Pogorzelskie (prononciation : [bjɛˈlavɨ pɔɡɔˈʐɛlskʲɛ]) est un village polonais de la gmina de Pogorzela dans le powiat de Gostyń de la voïvodie de Grande-Pologne dans le centre-ouest de la Pologne.
Il se situe à environ 3 kilomètres au nord-ouest de Pogorzela (siège de la gmina), à 12 kilomètres au sud-est de Gostyń (siège du powiat) et à 63 kilomètres au sud de Poznań (capitale régionale).

## Histoire
De 1975 à 1998, le village faisait partie du territoire de la voïvodie de Leszno.

Depuis 1999, Bielawy Pogorzelskie est situé dans la voïvodie de Grande-Pologne.